# T-X
De T-X, bijgenaamd de "Terminatrix", is een fictieve gynoid uit de Terminator-franchise. Deze gynoid is een van de vele terminators gemaakt door Skynet. De T-X komt voor in de film Terminator 3: Rise of the Machines, waarin ze wordt gespeeld door Kristanna Loken.

## Karakteristieken
De T-X is Skynets antwoord op het feit dat het verzet steeds meer terminators herprogrammeert om voor hen te vechten. Naast mensen is de T-X er namelijk ook op gemaakt terminators te vernietigen. Ze kan hen en andere machines in haar macht krijgen via nanobots, die ze via haar vinger kan injecteren in de betreffende terminator of machine.
De T-X heeft een vrouwelijke uiterlijk, om haar minder gevaarlijk te doen lijken. Qua bouw is de T-X een combinatie van de T-800 en de T-1000. Ze heeft een metalen endoskelet zoals de T-800, met hierover een huid gemaakt van hetzelfde vloeibare materiaal als de T-1000. Net als de T-1000 kan ze haar uiterlijk en stem aanpassen aan dat van andere mensen, maar daar haar endoskelet niet van dit metaal is gemaakt kan ze niet de gedaante aannemen van niet-menselijke voorwerpen. Haar zwakheid is een sterk magnetisch veld. Een voldoende sterk magnetisch veld kan haar metalen huid verwijderden, waar ze weinig tegen kan doen.
De T-X is standaard uitgerust met meerdere inwendig ingebouwde wapens in haar endoskelet, die ze via een van haar armen tevoorschijn kan halen. Zo heeft ze de beschikking over een plasmakanon, vlammenwerper, boor en cirkelzaag. Net als alle terminators is ze bovenmenselijk sterk, en kan veel vuurwapens weerstaan. Via haar tong kan ze een bepaalde stof chemisch analyseren tot op DNA-niveau. De krachtbron van een T-X is een plasmareactor.

## Rol in de film
In Terminator 3: Rise of the Machines is de T-X de derde terminator die door Skynet wordt teruggestuurd in de tijd om John Connor te vermoorden. Behalve hem heeft ze het ook voorzien op enkele mensen die later top-generaals zullen worden in zijn leger.
In de film loopt de T-X vrijwel geen schade op, behalve dat haar primaire wapen, het plasmakanon, wordt vernietigd. Ze slaagt erin om de T-800 die is teruggestuurd om John te helpen via nanobots in haar macht te krijgen. Bij de militaire basis is ze Skynet behulpzaam om aan de macht te komen. Ze wordt in de climax van de film vernietigd wanneer de T-800 zijn laatste energiecel gebruikt om haar op te blazen.

## Andere media
Een tweede T-X genaamd Elliza komt voor in het boek Terminator Hunt. Deze T-X wordt in dit boek gevangen door het verzet, en geherprogrammeerd om voor hen te vechten.

## Voetnoten
1. ↑  Kristanna Loken - Biography
2. ↑  "T-X is designed for extreme combat, driven by a plasma reactor..." (Terminator 3 Script - Dialogue Transcript)